# Fluorid zlatitý
Fluorid zlatitý je anorganická sloučenina s chemickým vzorcem AuF3.

## Příprava
Fluorid zlatitý lze připravit fluorací zlata přebytkem fluoru:
2 Au + 3 F2 → 2 AuF3
Fluorid zlatitý vzniká také reakcí zlata s fluoridem bromitým.
Lze jej také připravit pyrolýzou fluoridu zlatičného za teploty 200 °C.

## Struktura
Krystalová struktura fluoridu zlatitého se skládá ze spirál čtvercově rovinných jednotek AuF4, které jsou spojeny se dvěma dalšími jednotkami. Vzniká tak deformovaný oktaedr AuF6. Krystalická struktura je typu fluoridu stříbřitého (hexagonální soustava, prostorová grupa P6122 (Číslo 178)).
|                        |                    |                                                             |                                    |                                    |
| elementární buňka AuF3 | šroubovice (AuF3)n | deformovaná oktaedrická koordinace zlata šesti atomy fluoru | pohled shora na šroubovici (AuF3)n | boční pohled na šroubovici (AuF3)n |

## Vlastnosti
Fluorid zlatitý je diamagnetická oranžovožlutá pevná látka, která se rozkládá při 500 °C. S fluoridovými ionty tvoří fluorid zlatitý ionty [AuF4]− a [Au2F7]−. Iont [AuF4]− se vyskytuje v Au3F8.

## Využití
Fluorid zlatitý lze využít k výrobě azidů zlata.